# SN 2008ab
SN 2008ab – supernowa typu Ia odkryta 30 stycznia 2008 roku w galaktyce A113445+5357. W momencie odkrycia miała maksymalną jasność 18,20m.